# Asymbolus vincenti
Asymbolus vincenti е вид хрущялна риба от семейство Scyliorhinidae.

## Разпространение
Видът е разпространен в Австралия (Виктория, Западна Австралия, Тасмания и Южна Австралия).